# 지바현 제9구
지바현 9구(일본어: 千葉県第9区)는 일본의 중의원 선거구이다. 1994년 일본 공직선거법 개정으로 신설되었다.

## 지역
- 지바시 와카바구
- 사쿠라시
- 요쓰카이도시
- 야치마타시

2002년 선거구 개편으로 지바 시 와카바 구 일대가 제9구로 넘어왔으며, 그 대신 인자이시, 시로이시, 도미사토시, 인바군은 지바현 제13구에 편입되었다.